# Francesco Yates
Francesco Yates (Toronto, Ontario, Canadá, 11 de septiembre de 1995) es un músico, multiinstrumentista, letrista y cantante canadiense. 
Comenzó a componer música a los 11 años. Firmó con Atlantic Records cuando tenía 16 años. Su EP debut auto-titulado, se lanzó el 11 de septiembre de 2015, se trata de una coproducción entre Robin Hannibal y Pharrell Williams.
En 2015, recibió el premio Heatseeker en los Premios de la música y radio canadienses y actuó en la celebración oficial del Día de Canadá en Ottawa. También colaboró las voces en la canción "Sugar" de Robin Schulz. También actuó en We Days en Canadá ese mismo año. En 2016, fue el acto de apertura de banda del Hello World Tour de la banda de pop rock canadiense Hedley, junto a Carly Rae Jepsen.

## Discografía

### EP
- 2015: Francesco Yates

### Sencillos
| Año  | Título                                                              | Mejor posición | Mejor posición | Álbum           |
| Año  | Título                                                              | CAN            | FRA            | Álbum           |
| ---- | ------------------------------------------------------------------- | -------------- | -------------- | --------------- |
| 2014 | "Call"                                                              | 77             | —              | Francesco Yates |
| 2015 | "Better to Be Loved"                                                | 37             | 196            | Francesco Yates |
| 2015 | "Nobody Like You"                                                   | —              | —              |                 |
| 2016 | "Stayin' Alive" (Julian Perretta, Francesco Yates & Måns Zelmerlöw) | —              | —              |                 |
| 2018 | "Come Over"                                                         | —              | —              |                 |
| 2018 | "Do You Think About Me"                                             |                |                |                 |
|      | "Somebody Like You"                                                 | —              | —              |                 |

### Colaboraciones
| Año  | Sencillo                                   | Mejor posición | Mejor posición | Mejor posición | Mejor posición | Mejor posición | Mejor posición | Mejor posición | Mejor posición | Certificaciones                                                                            | Álbum |
| Año  | Sencillo                                   | CAN            | ALE            | AUT            | FRA            | HOL            | SUE            | SUI            | EUA            | Certificaciones                                                                            | Álbum |
| ---- | ------------------------------------------ | -------------- | -------------- | -------------- | -------------- | -------------- | -------------- | -------------- | -------------- | ------------------------------------------------------------------------------------------ | ----- |
| 2015 | "Sugar" (Robin Schulz con Francesco Yates) | 42             | 1              | 1              | 2              | 6              | 9              | 1              | 44             | - ARIA: 2× Platino - BVMI: 2× Platino - CAN: 3× Platino - RIAA: Platino - RMNZ: 2× Platino | Sugar |